# Gamasomorpha parmata
Gamasomorpha parmata är en spindelart som först beskrevs av Tord Tamerlan Teodor Thorell 1890.  Gamasomorpha parmata ingår i släktet Gamasomorpha och familjen dansspindlar. Inga underarter finns listade i Catalogue of Life.